# Мангараї
Мангара́ї або мангарайці (власна назва ата мангарай, що означає «люди з Мангараю», індонез. Suku Manggarai) — народ в Індонезії, на заході острова Флорес (область Мангарай).
До мангараїв дуже близькі комодо (або модо, власна назва ата модо) — жителі острова Комодо.

## Розселення, чисельність

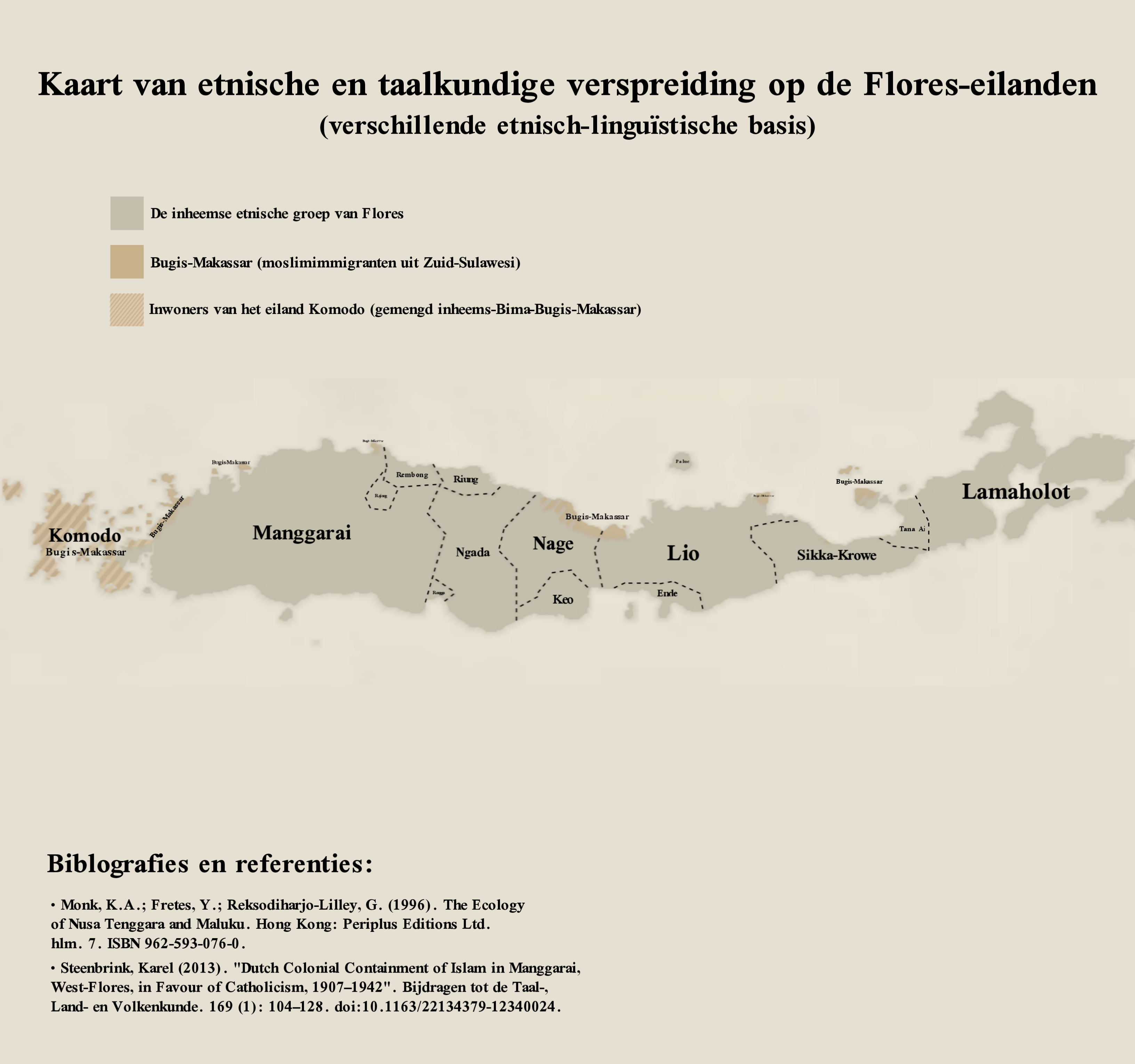
Мапа розселення народів острова Флорес

Живуть на північному заході провінції Східна Нуса-Тенґара, в округах Західний Мангарай (індонез. Kabupaten Manggarai Barat), Мангарай (індонез. Kabupaten Manggarai) та Східний Мангарай (індонез. Kabupaten Manggarai Timur). Це гірська місцевість, є багато невеликих річок, близько 30 % території займають ліси, клімат тропічний, землі вважаються родючими. Регіон також включає острови Комодо та Рінча (індонез. Pulau Rinca).
У межах провінції Східна Південно-Східна Нуса мангараї в 2010 році налічували 727 404 особи (15,57 % населення провінції). Офіційна статистика Індонезії зараховує мангараїв до числа народів Східної Південно-Східної Нуси. Разом 2010 року їхня чисельність в межах провінції становила 3 793 242 особи, а по всій Індонезії — 4 184 923 особи.

## Мова
Говорять мангарайською мовою, яка належить до сумба-флореської групи центрально-східної гілки малайсько-полінезійських мов і розпадається на декілька діалектів: західно-мангарайський, центрально-мангарайський, східно-мангарайський, пота, раджонг, пае, мбай. Існує мангарайсько-індонезійський словник.
Поширена також індонезійська мова.

## Історія
Мангараї належать до корінного населення острова Флорес. У минулому вони мали власну державу, яка поділялася на 39 невеликих князівств — далу. Влада в кожному з цих князівств належала певному клану (вау), а на чолі стояв володар із титулом краенг або краенг-адак. Люди з панівного вау вважалися знаттю. Знатні роди були пов'язані між собою системою шлюбних зв'язків (тунгку). Кожен далу складався з кількох гларангів, а ті, в свою чергу, були поділені на окремі села (бео). Гларанги підпорядковувалися далу, але в земельних питаннях були цілком автономними. Відголосом старих часів є поділ мангарайського суспільства на верстви.
У добу середньовіччя зазнали політичного й культурного впливу з боку біма із сусіднього острова Сумбава та макасарів з півдня острова Сулавесі. Макасари та біма деякий час жили серед мангараїв. Ранні державні утворення мангараїв у XVII ст. опинилися під владою макасарського султанату Гова. В цей період на Флоресі поширюється іслам. 1727 року область Мангарай перейшла до султанату Біма й перебувала в його складі до 1929 року. У XX ст. під владою голландських колонізаторів почалася християнізація мангараїв.

## Вірування

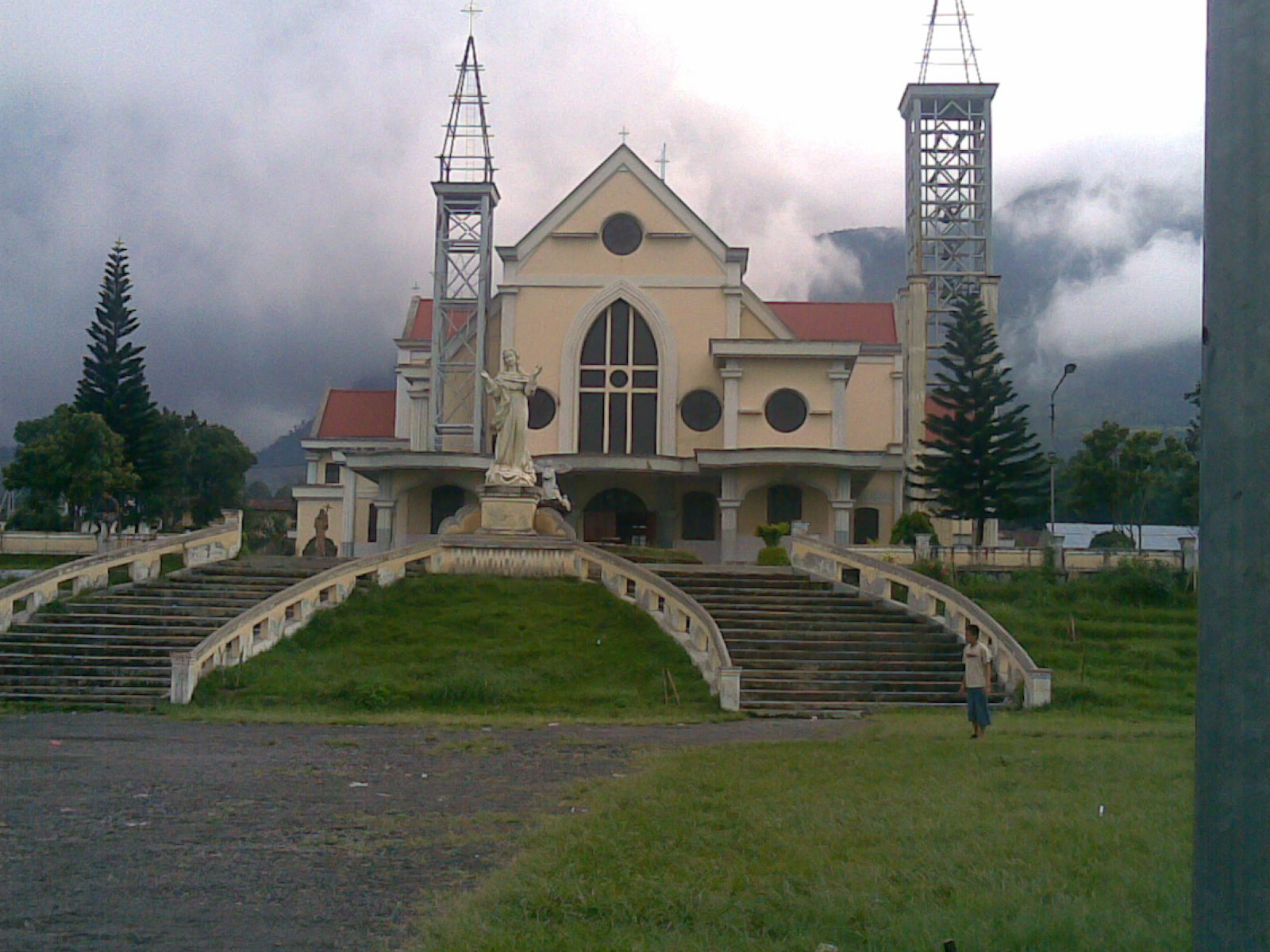
Кафедральна католицька церква в місті Рутенг.

Більшість мангараїв на заході є мусульманами-сунітами, на сході — християнами (католики), в центральній гірській частині району населення дотримується традиційних вірувань.
Народна релігія мангараїв побудована на культі предків та вірі в існуванні численних духів і верховного бога на ім'я Морі Краенг. У старі часи всі мангараї шанували духів предків, яких називали емпо або андунг. Вони вірили в існування духів, які охороняють хати та подвір'я й цілі села (нага-голо), духів, що охороняють сільськогосподарські поля (нага-тана) тощо, вони й досі дуже обережні, коли йдеться про потенційні неприємності, які можуть завдати духи. Мангараї мають міф про те, як Морі Краенг створив природу, землю, людей, світ духів, тварин, рис, кукурудзу тощо. Вони проводять низку церемоній, пов'язаних з місцевими віруваннями, які стосуються індивідуальних подій життєвого циклу, інавгурації сільської влади, а також землеробства.
Шамани ата-мбеко є спеціалістами з релігійних питань. Вони проводять церемонії, прогнозують майбутнє, лікують хвороби, надають людині сили за допомогою амулетів чи «чарівної води». Щоб стати ата-мбеко, потрібно пройти спеціальне навчання.

## Суспільство
Область Мангарай поділяється на 39 районів (далу), що територіально відповідають колишнім князівствам. Далу, в свою чергу, поділяються на менші адміністративні одиниці — гларанг, а ті — на бео (сільські громади). Гларанг по суті є великим патрилінійним родом, якому належать права на землю. Кожен далу має провідний рід (вау), що веде своє походження від першопоселенців району.
Суспільство поділяється на 3 основні верстви: шляхетних (краенг), простолюдинів (ата-леке) та потомків рабів. Хоча рабства вже більше не існує, походження від рабів залишається ознакою нижчого статусу в суспільстві.
Внутрішня політична система мангараїв базується на існуванні патрилінійних родових груп, очолюваних головою роду — тодо. Кожна сільська громада складається щонайменше з двох таких родів. У громаді, що складалася з трьох родів, існувало більше можливостей у виборі шлюбних партнерів. Зараз шлюбні правила стали більш гнучкими. Переважає нуклеарна сім'я, у християн сім'ї моногамні, у мусульман та прибічників традиційної релігії дозволена полігінія.

## Господарство

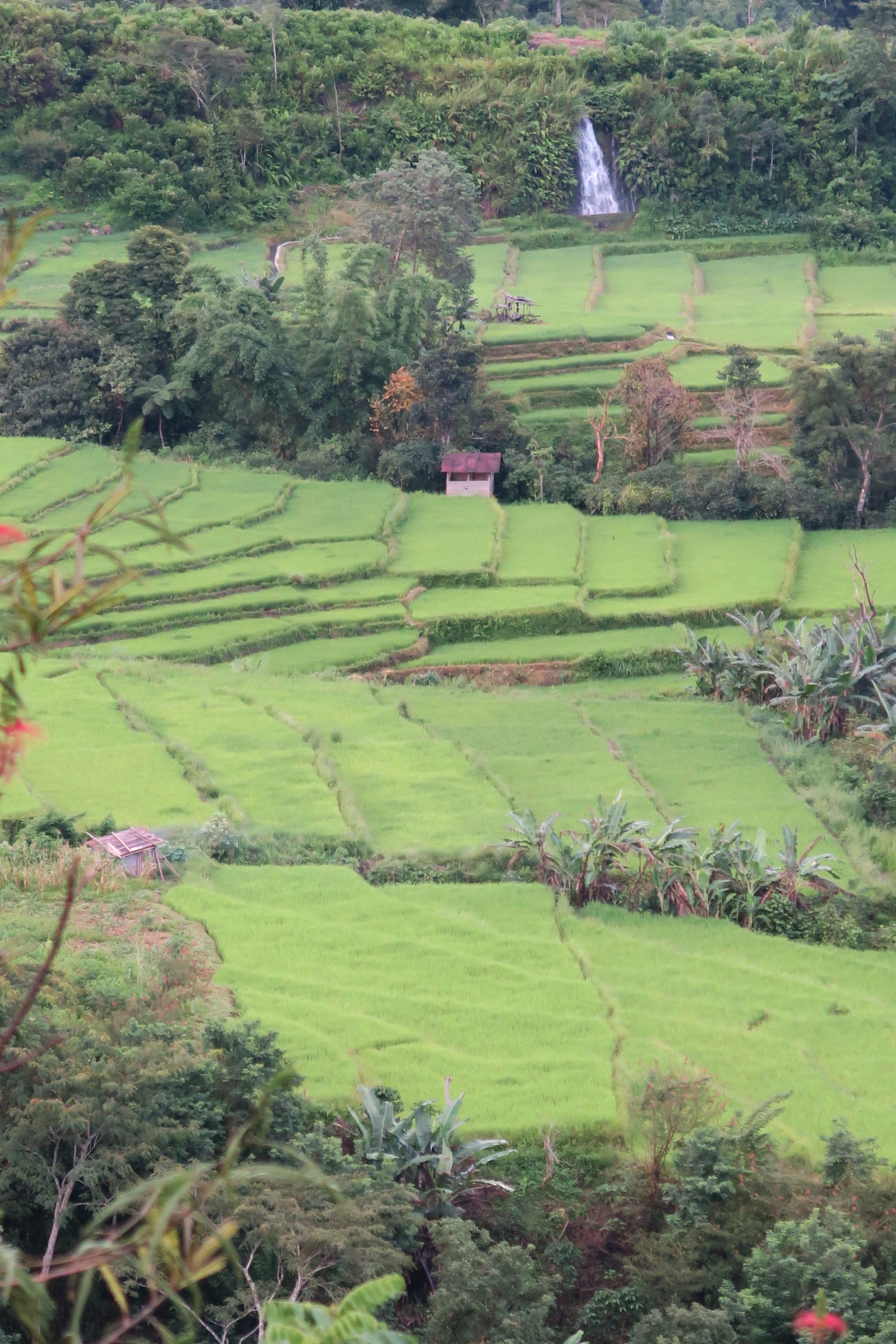
Рисові тераси в окрузі Мангарай.

Головне заняття — ручне тропічне перелогове землеробство. Вирощують суходольний рис, кукурудзу, маніок, батат, сорго, бобові, овочі, арахіс. Традиційно практикували підсічно-вогневий спосіб землеробства. Постійні рисові тераси отримали поширення лише після 1960-х рр. У різних районах почали вирощувати рис з використанням зрошувальної системи. Інтенсифікації виробництва заважають гірська місцевість, відсутність транспортного сполучення й інфраструктури. Діяльність в аграрному секторі все ще носить сезонний характер. Використовують просте знаряддя.
Місцевими товарними культурами є тютюн, кава, кокосова пальма, капок, свічкове дерево, арека Катеху, гвоздика, ваніль, какао.
Як престижних і церемоніальних тварин розводять буйволів. Тримають також коней, свиней, курей.
Традиційні ремесла: обробка металів, різьблення по дереву, ткацтво, плетіння. Тканини, прикрашені вишивкою та декоративними мотивами, виробляють на продаж. До числа місцевих плетених виробів належать спальні килимки з пандану, кошики для транспортування та зберігання продуктів.

## Побут

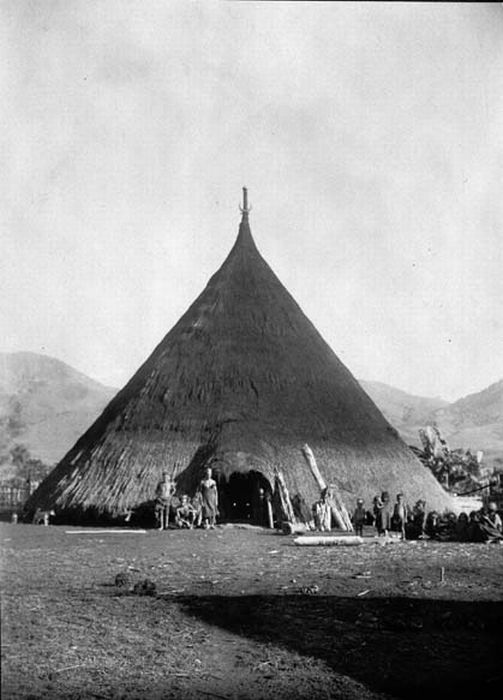
Мангарайська хата.

Основна їжа — кукурудзяна каша з овочами та свининою (мангараї-мусульмани свинину не вживають), пальмове вино туак. Популярним є місцеве печиво ребок. Його інгредієнтами є рисове борошно, подрібнений кокос, яйця, ванілін, білий цукор. Все перемішують до отримання однорідного тіста, формують шматочки й обсмажують їх без олії. Ребок із чашкою густої чорної кави — ідеальний перекус у післяобідній час.
Традиційний одяг — два шматка тканини, що зав'язуються на талії та стегнах мотузками. Сучасний одяг мангараїв не відрізняється від того, який носить більшість населення Індонезії.
Давні традиційні села мангараїв мали замкнене кільцеве планування й зазвичай стояли на круглому пагорбі, все це робилося з оборонною метою. Майданчик по центру села з великим деревом баньян і мегалітичними спорудами вважався священним місцем і виконував церемоніальні функції. Тут розташовувалась також церемоніальна будівля (мабру-генданг), яка так само вважалася священною. Навколо села ставили паркан висотою 2-3 метри, обнесений живоплотом з колючих кущів. Іноді села складалися лише з однієї великої хати, в якій могло жити до 200 душ. У більш сучасному селі (бео) налічувалось від 5 до 20 круглих або овальних у плані хат, що стоять у ряд.
Старовинні круглі мангарайські хати стоять на палях заввишки один метр. Вони мають характерний високий (до 9 метрів) конічний дах, що спускається майже до землі. Дах критий соломою. Простір під підлогою використовується як місце для зберігання сільськогосподарських інструментів, тут також тримають свиней, кіз, овець і курей. Верхівка хати вважається священною, тут, на переконання мангараїв, живуть духи. Тут зберігають священні предмети, реліквії та їжу.
Зараз традиційні конічні хати майже щезли. Нові села відкриті, часто стоять на рівнинах біля підніжжя гір.